# Nella Rojas
Marianella Rojas (Isla de Margarita, 3 de noviembre de 1989), conocida como Nella, es una cantante venezolana originaria de la Isla de Margarita, intérprete de música pop de raíz. 
Graduada del Berklee College of Music, ha sido ganadora en los Premios Grammy Latinos como "Mejor Artista Nuevo" en 2019.
El sencillo de su primer álbum, "Voy", realizado en colaboración con Javier Limón, fue elegido entre las mejores 54 canciones del 2019 por el New York Times.
Fue invitada especial de Alejandro Sanz durante su último tour de conciertos en Estados Unidos, en 2019, y del director de orquesta Gustavo Dudamel, para interpretar un tema compuesto por él en el documental “Free Color” del artista Cruz Diez, estrenado en 2020. Ha colaborado además con artistas como Jennifer López, Carlos Vives, Luis Enrique, Susana Baca, Los Amigos Invisibles, Monsieur Periné y Caramelos de Cianuro. 
A inicios del 2020, firmó con el sello discográfico Sony Music Latin con la cual lanzó su segundo álbum de estudio titulado Doce margaritas (2021).

## Carrera musical
Emigró de su isla natal a Caracas, Canadá y Estados Unidos para formarse musicalmente. Se graduó en el Berklee College of Music, donde conoció al compositor, músico y productor musical Javier Limón. Admiradora de la cantante Buika, comenzó a interpretar música andaluza.
En el 2018, fue invitada a participar como cantante y actriz junto a Javier Bardem, Ricardo Darín y Penélope Cruz en la nueva película Todos lo saben, del director Iraní ganador del Óscar, Asghar Farhadi. Allí interpretó varias canciones compuestas por Limón para la ocasión. Además su voz se pudo escuchar en el Festival de Cannes, ya que la película fue elegida para inaugurar el evento.
Al año siguiente, realiza su tour internacional “Me llaman Nella”, donde presentó un nuevo repertorio que incluyó las canciones de la película Todos Lo Saben, y temas folclóricos venezolanos. Su gira la llevó a escenarios en Venezuela, Panamá, México, Estados Unidos, España e Inglaterra.

### Álbum debut “Voy” y reconocimiento internacional
En el 2019, se presentó junto a Alejandro Sanz, Greecy y Aitana, en la ceremonia de los Latin Grammy Award, donde luego resultó ganadora de la categoría “Mejor Artista Nuevo”.
En mayo de ese mismo año, Nella realiza su primera producción discográfica titulada “Voy”; un álbum con composiciones y producción de Javier Limón para el sello Casa Limón Records y distribuido mundialmente a través de The Orchard.  El debut de su álbum ha sido aclamado a nivel internacional, y su primer sencillo,"Voy", fue elegido entre las mejores 54 canciones del 2019 por el New York Times. Meses más tarde, se destaca su presentación durante la celebración del Hispanic Heritage Month en 2019, en el John F. Kennedy Center For The Performing Arts en Washington D. C., donde realizó un tributo dedicado a la fortaleza del pueblo venezolano.
En 2019, fue invitada especial del cantante Alejandro Sanz durante su último tour en los conciertos por Estados Unidos, los cuales tuvieron lugar en el American Airlines Arena en Miami y en el Microsoft Theater en Los Ángeles. Ese mismo año es invitada por el director de orquesta Gustavo Dudamel para interpretar un tema compuesto por él para el documental “Free Color” del artista Cruz Diez, dirigido por Beto Arvelo, y teniendo como narrador al actor Edgard Ramírez.
En marzo de 2020, Nella firma con el sello discográfico Sony Music Latin, en la cual, Nella lanzó su segundo álbum de estudio Doce margaritas (2021).

## Estilo musical
Su música reúne el folclore de su tierra natal, con sonoridades contemporáneas y una fuerte influencia de músicas andaluzas, cantadas con un estilo vocal personal y expresivo.

## Discografía
- 2019: Voy (IMG/Javier Limón Records).
- 2021: Doce margaritas (Sony Music Latin).[8]
- 2024: «Veinte años» (single), con Yendry (Sony Music Latin).

## Premios
- 2019: "Mejor Artista Nuevo" en los Premios Grammy Latinos